# Hendrik Vieth
Hendrik Vieth (ur. 28 grudnia 1981 w Leer, zm. 4 lipca 2012 w Burlage) – niemiecki kierowca wyścigowy.

## Kariera
Vieth rozpoczął karierę w wyścigach samochodowych w roku 1999, od startów w Formule BMW ADAC, gdzie czterokrotnie stawał na podium. Z dorobkiem 111 punktów uplasował się na szóstej pozycji w klasyfikacji generalnej. W późniejszych latach startował także w Europejskim Pucharze Formuły Renault 2000, Niemieckiej Formule Renault, Habo DaCosta Formule Renault, Formule 3 Euro Series, Niemieckim Pucharze Porsche Carrera, Mini Challenge Germany, ADAC Zurich 24h-Rennen oraz w 24h Nürburgring.
W Formule 3 Euro Series wystartował w 2003 roku ze szwajcarską ekipą Opel Team KMS. Jednak w żadnym z dwóch wyścigów, w których wystartował, nie zdołał zdobyć punktów.
Zginął w wypadku samochodowym.